# Jacky Chazalon
Jacqueline Chazalon, detta Jacky (Alès, 24 marzo 1945), è un'ex cestista francese.

## Carriera
Nove volte consecutive campionessa di Francia con il Clermont, dal 1968 al 1976. Ha disputato 189 partite con la maglia della nazionale di pallacanestro femminile della Francia, con cui ha vinto la medaglia d'argento ai FIBA EuroBasket Women 1970.